# Jon Chol-ho
Jon Chol-ho (* 7. April 1969) ist ein ehemaliger nordkoreanischer Gewichtheber.

## Biografie
Jon Chol-ho nahm an den Olympischen Sommerspielen 1992, 1996, 2000 teil. 1992 belegte er den vierten Platz. 1996 in Atlanta gewann er im Mittelgewicht die Bronzemedaille. Während des Wettkampfs stellte er fünfmal einen neuen olympischen Rekord auf. Bei seiner dritten Teilnahme in Sydney konnte er drei weitere olympische Rekorde aufstellen, die jedoch im weiteren Verlauf des Wettkampfs erneut eingestellt wurden. Er beendete den Wettkampf als Sechster.
Neben seiner Bronzemedaille bei den Olympischen Spielen konnte Jon auch bei den Weltmeisterschaften 1989 in Athen Silber im Stoßen und Bronze im Zweikampf gewinnen. Ein Jahr später holte er Bronze im Reißen und gewann Gold bei den Asienspielen in Peking.